# Vågåvatnet
Vågåvatnet est un lac situé dans la vallée d'Ottadalen, dans le comté d'Oppland, au sud de la Norvège. Il est tout en longueur et a une superficie de plus de 14 km. La ville de Vågåmo est située à l'extrémité orientale du lac.